# 1987년 OB 베어스 시즌
1987년 OB 베어스 시즌은 OB 베어스가 KBO 리그에 참가한 6번째 시즌으로, 김성근 감독이 팀을 이끈 4번째 시즌이다. 이종도가 주장을 맡았다. 팀은 전기 리그에서 2위에 오른 덕에 후기 리그에서 5위에 그치고, 포스트 시즌 진출에 실패한 롯데 자이언츠보다도 통합 승률이 낮았음에도 불구하고 플레이오프에 진출했다. 플레이오프에서는 해태 타이거즈와 맞붙었으며 2차전부터 2연승으로  앞서나갔으나 김형석 (무릎) 박종훈(오른쪽 다리) 두 주축 타자가 부상으로 1차전부터 나서지 못한 탓인지   4차전부터 2연패를 당해 탈락했다.

## 타이틀
- 올스타 선발: 신경식 (1루수), 박종훈 (외야수), 윤동균 (지명타자)
- 올스타전 추천선수: 최일언, 김경문, 김광수, 김형석
- 컴투스프로야구 두산 베어스 베스트 라인업: 장호연 (4선발), 김진욱 (중계투수)
- 컴투스프로야구 나때는 말이야 라인업: 김진욱 (중계투수)
- 컴투스프로야구 선정 감독들의 현역시절 라인업: 김경문
- 승리타점: 김형석 (11)
- 볼넷: 김광수 (54)

## 선수단
- 선발투수 : 장호연, 최일언, 계형철, 윤석환, 박철순, 박상열
- 구원투수 : 황태환
- 마무리투수 : 김진욱, 한오종, 박형열, 황기선, 김경남, 김강익
- 포수 : 김호근, 김경문, 정종현, 김진홍, 박현영, 조범현
- 1루수 : 신경식, 김대진
- 2루수 : 김광수, 구천서
- 유격수 : 이복근, 유지훤
- 3루수 : 이승희, 양세종
- 좌익수 : 박종훈, 박노준, 이종도
- 중견수 : 김광림, 도이석
- 우익수 : 김형석, 안대환
- 지명타자 : 윤동균, 최동창, 김명구

## 여담
- 김경남은 이 시즌 1군에 데뷔하여 KBO 리그 역대 1군 출전 선수 중 첫 인천전문대학교 출신 투수가 되었다.
- 조범현은 8월 29일 해태 타이거즈와의 경기에서 11회 말에 끝내기 포일을 저질렀다. 이는 KBO 리그 사상 첫 끝내기 포일이다.
- 투수 김진욱은 이 시즌 단 1차례 타석을 소화해 삼진으로 물러났는데, 그 결과 wRC+ -190.7로 KBO 리그 사상 단일 시즌 최저 wRC+를 기록한 투수가 되었다.
- 유지훤은 KBO 리그 사상 최초로 통산 100실책을 기록했다.
- 최일언은 해태 타이거즈와의 플레이오프 4차전에서 끝내기 폭투를 저질러 팀은 패배했다. 이로써 KBO 리그 플레이오프 사상 최초의 끝내기를 헌납했다.
- 이 시즌 팀은 사구 24개를 얻어내는데 그쳐 KBO 리그 사상 단일 시즌 최소 사구를 기록했다.
- 팀은 피홈런 38개에 그쳐 역대 단일 시즌 최소 피홈런 기록을 세웠다.

## 같이 보기
- 1988년 OB 베어스 시즌